# Rhipocephalus phoenix
Espèce
Rhipocephalus phoenix est une espèce d'algues vertes de la famille des Udoteaceae. Cette algue est typique des environnements récifaux lagunaires peu perturbés.

## Description
Cette algue verte légèrement calcifiée ressemble un peu à une pomme de pin au sommet d’un stipe. L'ensemble fait de 7 à 12 cm de hauteur. Le stipe mesure de 2 à 10 cm de long pour 3 à 8 mm de diamètre.